# Néry
Néry település Franciaországban, Oise megyében. Lakosainak száma 646 fő (2022. január 1.). Néry Saintines, Trumilly, Béthisy-Saint-Martin, Béthisy-Saint-Pierre, Raray, Rocquemont, Rully és Saint-Vaast-de-Longmont községekkel határos.

## Népesség
A település népességének változása:
| Lakosok száma | 678  | 668  | 677  | 661  | 658  | 656  | 651  | 643  | 646  |
|               | 2013 | 2015 | 2016 | 2017 | 2018 | 2019 | 2020 | 2021 | 2022 |